# Олмос Парк (Тексас)
Олмос Парк (енгл. Olmos Park) град је у америчкој савезној држави Тексас. По попису становништва из 2010. у њему је живело 2.237 становника.

## Демографија
Према попису становништва из 2010. у граду је живело 2.237 становника, што је 106 (4,5%) становника мање него 2000. године.
| Група             | 2000.         | 2010.         |
| Белци             | 1.916 (81,8%) | 1.731 (77,4%) |
| Афроамериканци    | 49 (2,1%)     | 14 (0,6%)     |
| Азијати           | 16 (0,7%)     | 17 (0,8%)     |
| Хиспаноамериканци | 342 (14,6%)   | 448 (20,0%)   |
| Укупно            | 2.343         | 2.237         |